# Domingo Alzugaray
Domingo Cecílio Alzugaray (Victoria, 22 de noviembre de 1932 - São Paulo, 24 de julio de 2017) fue un actor, periodista y empresario argentino, naturalizado brasileño.
Domingo Alzugaray nació en la ciudad de Victoria, en la provincia de Entre Ríos, Argentina, y se graduó en conocimientos mercantiles pero comenzó su carrera como actor, trabajando en teatro y cine y sus actuaciones fueron en Bendita seas (1956) y Pobres habrá siempre (1958). También trabajó en Mis amores en Río (1958), Sábado a la noche, cine (1960) y Con el más puro amor (1966).
En 1966 se convirtió en brasileño naturalizado y después de trabajar como director del Grupo Abril, creó la Editora Três, una de las mayores editoriales en Brasil.
Alzugaray falleció el 24 de julio de 2017, a los 84 años de edad.